# Parafia Narodzenia Najświętszej Maryi Panny w Biechowie
Parafia Narodzenia Najświętszej Maryi Panny w Biechowie – rzymskokatolicka parafia leżąca w granicach dekanatu miłosławskiego. Erygowana w XI wieku. Duszpasterstwo w parafii prowadzi zakon paulinów. Obecnym proboszczem  jest o. Przemysław Sobczak OSPPE. 

## Dokumenty
Księgi metrykalne: 
- ochrzczonych od 1945 roku
- małżeństw od 1945 roku
- zmarłych od 1945 roku